# Ropa casual

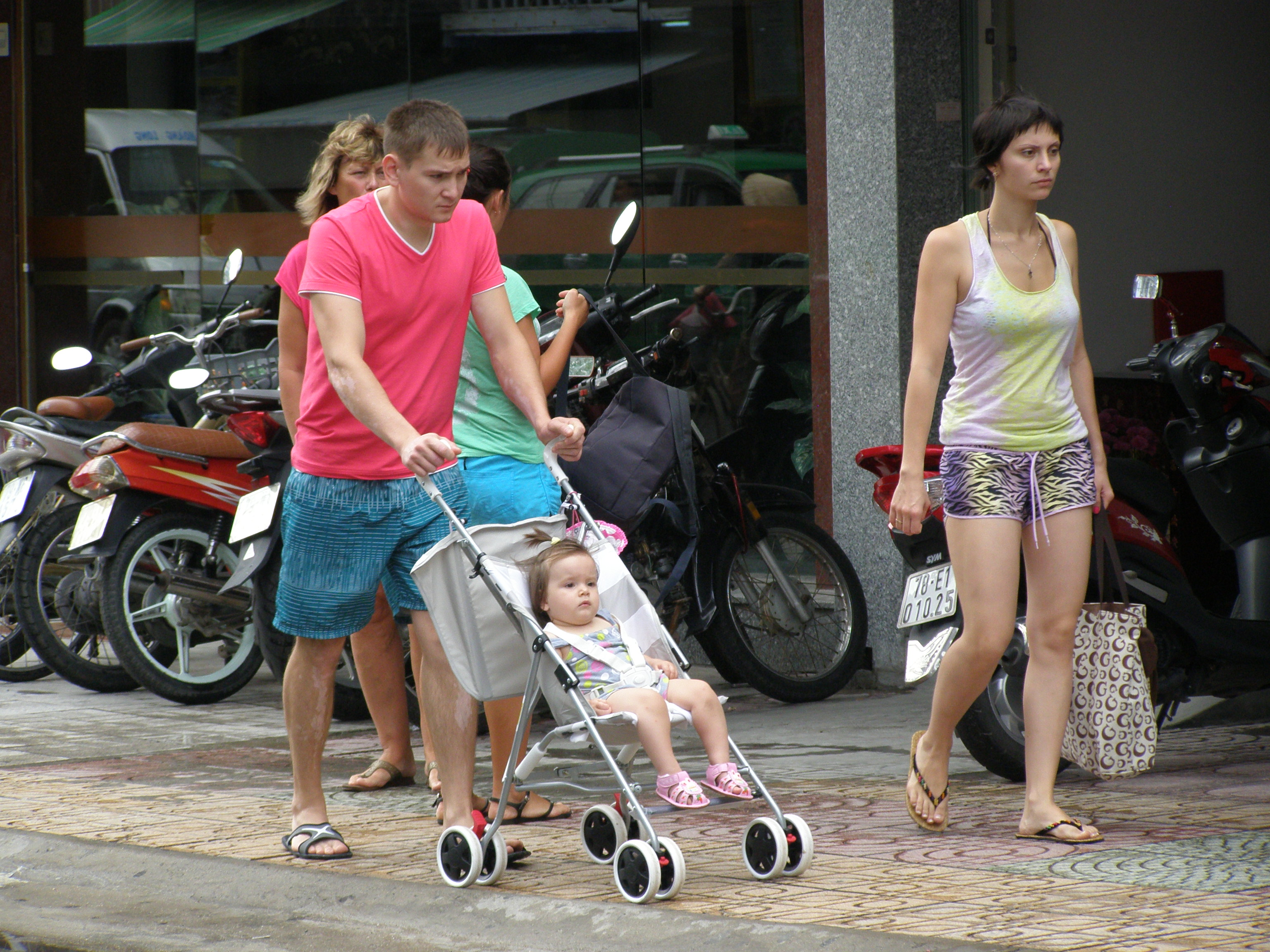
Padres con ropa casual con su hijo, 2013

La ropa casual o atuendo casual,  es un código de vestimenta occidental que es relajado, ocasional, espontáneo y adecuado para el uso diario. La ropa casual se hizo popular en el mundo occidental después de la contracultura de los años sesenta,  su comodidad ha ayudado a popularizar el uso de la ropa casual para los momentos de ocio.
Aunque casual es casual en el sentido de «no formal», la ropa casual se refiere tradicionalmente a un código de vestimenta occidental asociado con trajes, un nivel por debajo de la ropa semiformal, que es más formal que la ropa casual.

## Historia
La moda casual moderna se remonta a la ropa deportiva de moda de la década de 1920, tal como los blazers, los zapatos oxford y las faldas de golf. El aumento de la popularidad de la bicicleta provocó la necesidad de usar pantalones "culotte", un precursor de los pantalones cortos casuales. A medida que avanzaba el siglo, la ropa "casual" llegó a abarcar más estilos, incluyendo la ropa de trabajo y elementos de uniformes militares. Con la popularidad de los deportes espectáculo a finales del siglo XX, buena parte del equipamiento deportivo ha influido en la ropa casual, como la ropa de jogging, las zapatillas de deporte y la ropa de pista.  Entre los materiales básicos utilizados para la ropa casual hay: el denim, el algodón, el jersey, la franela, etc. Otros materiales como el terciopelo, la gasa y el brocado se asocian a menudo con ropa más formal. 
Aunque el traje casual evoca el traje utilitario, existe una amplia gama de expresión, incluida la moda punk y la moda inspirada en décadas anteriores, como las décadas de 1970 y 1980. En la década de 1990, la moda Hip-hop puso en valor las joyas elaboradas y los materiales lujosos que se utilizaban junto con el equipamiento deportivo y la ropa de trabajo manual. Madonna también popularizó los encajes, las joyas y los cosméticos en la ropa casual durante la década de 1980.

## Género
La ropa casual introdujo una moda unisex. En la década de 1960, las mujeres adoptaron camisetas, vaqueros y camisas de hombre, y por primera vez en casi 200 años, estaba de moda que los hombres se dejaran el pelo largo.  La ropa casual es normalmente el código de vestimenta en el que se experimentan formas de expresión de género. Amelia Bloomer presentó un pantalón para mujer como una alternativa casual a la falda formal. La tendencia hacia la exposición femenina en el siglo XX tendió a bajar los escotes de los vestidos de fiesta formales y a subir las faldas de los vestidos de cóctel.
En los tiempos modernos, los vaqueros, la camisa de vestir (generalmente cuello abierto ) y una camiseta o una camisa sin mangas se consideran ropa casual para los hombres. Generalmente la exposición de hombros, muslos y espalda todavía se limita a ropa casual.